# Další záhady světa Arthura C. Clarka
Další záhady světa Arthura C. Clarka (v anglickém originále Arthur C. Clarke's Mysterious Universe) je britský 26dílný seriál zabývající se nevysvětlenými jevy z celého světa. Premiéru měl v roce 1995 v britské televizi ITV. Jedná se o finální televizní sérii o záhadách, jejímž autorem byl spisovatel vědeckofantastické literatury Arthur C. Clarke. Předcházely jí dva třináctidílné seriály Záhady světa (Arthur C. Clarke's Mysterious World, 1980) a Svět tajemných sil (Arthur C. Clarke's World of Strange Powers, 1985).
Každou epizodu uvozuje A. C. Clarke krátkou sekvencí ze Srí Lanky, kde v té době žil. V původním znění seriálem doprovází Carol Vordermanová.
V České republice byl seriál vysílán v roce 1997 na stanici ČT1. V letech 2014–2015 byl seriál reprízován na stanici Prima Zoom.

## Seznam dílů
| Díl | Původní název                              | Český název                           |
| --- | ------------------------------------------ | ------------------------------------- |
| 1.  | Snake Charmers, Wolf Children and Holy Men | Krotitelé hadů, vlčí děti a svatý muž |
| 2.  | On the Trail of the Big Cats               | Po stopách velkých koček              |
| 3.  | Where Giants Walked                        | Chodící sochy                         |
| 4.  | Relics of the Saints                       | Svaté relikvie                        |
| 5.  | Mysteries of the Sea                       | Záhady moře                           |
| 6.  | Psychic Detectives                         | Jasnovidci v roli detektivů           |
| 7.  | Keys to the Past                           | Klíče k minulosti                     |
| 8.  | The Burning Question                       | Samovolné shoření člověka             |
| 9.  | A Crop of Circles                          | Kruhy v obilí                         |
| 10. | At Death's Door                            | Na prahu smrti                        |
| 11. | Callers from the Cosmos                    | Návštěvníci z kosmu                   |
| 12. | The Evil Eye                               | Ďáblovo oko                           |
| 13. | Secrets of the Pyramids                    | Tajemství pyramid                     |
| 14. | Mysteries of the Maya                      | Tajemství Mayů                        |
| 15. | Squaring the Bermuda Triangle              | Bermudský trojúhelník                 |
| 16. | Doom of the Dinosaurs                      | Zánik dinosaurů                       |
| 17. | Cracking Codes: Writings and Riddles       | Staré rukopisy, runy a další hádanky  |
| 18. | Zombies: The Living Dead                   | Zombie - živoucí mrtvola?             |
| 19. | Strange Powers of Animals                  | Neobyčejné schopnosti zvířat          |
| 20. | Into Thin Air                              | A zmizel jako dým                     |
| 21. | Baffling Bombardments                      | Záhadná bombardování                  |
| 22. | Meeting Mary                               | Zázračná zjevení                      |
| 23. | Secrets of Ancient Worlds                  | Tajemství starých civilizací          |
| 24. | Spirits of Place: Hauntings and Ghosts     | Duchové, strašidla a bílé paní        |
| 25. | True or False: More Than Meets the Eye     | Je to pravé, nebo padělek?            |
| 26. | Mysteries of the North                     | Záhady severu                         |